# Wushengguan (köpinghuvudort i Kina, Hubei Sheng, lat 31,68, long 114,04)
Wushengguan (kinesiska: 武胜关) är en köpinghuvudort i Kina. Den ligger i provinsen Hubei, i den centrala delen av landet, omkring 120 kilometer norr om provinshuvudstaden Wuhan. Antalet invånare är 37 010. Befolkningen består av 18 125 kvinnor och 18 885 män. Barn under 15 år utgör 15,0 %, vuxna 15-64 år 75 %, och äldre över 65 år 8,0 %.
Runt Wushengguan är det tätbefolkat, med 356 invånare per kvadratkilometer. Närmaste större samhälle är Guangshui, 7,5 km sydväst om Wushengguan. Trakten runt Wushengguan består till största delen av jordbruksmark.
Genomsnittlig årsnederbörd är 1 291 millimeter. Den regnigaste månaden är juli, med i genomsnitt 222 mm nederbörd, och den torraste är december, med 25 mm nederbörd.